# 1511

## Родени
- Иполито Медичи, италиански кардинал
- Франсиско де Ореляна, испански изследовател
- 18 юни – Бартоломео Аманати, италиански архитект и скулптор
- 7 юли – Джорджо Вазари, италиански художник и архитект